# Mănăstirea Stirigoi
Mănăstirea Stirigoi este o mănăstire ortodoxă din România cu hramul Înălțarea Domnului, situată în comuna Zemeș din județul Bacău pe platoul Muntelui Chiliilor, ce aparține culmii Runcul Stânelor* [A]  din Munții Tarcău.
Tradiția orală consemnează că în secolul al XVII-lea aici au viețuit câțiva pustnici, ce locuiau în chilii construite fiecare pe câte o colină, de unde și denumirea de Muntele Chiliilor.  Vârful acestui munte se numește Stirigoi după o plantă otrăvitoare care se găsește în această zonă – numită stirigoaie[B] și, care a influențat toponimia locurilor.

## Istoric
Viețuirea călugărilor de pe Muntele Chiliilor din secolul al XVII – consemnată de tradiția orală, a fost succedată conform surselor istorice – în 1924, de refugierea aici – pe fondul divergențelor de ordin canonic privind trecerea de la calendarul iulian la cel gregorian, a unei obști de 10-12 călugărițe. În anul 1936 – în contextul prigoanei instituite împotriva susținătorilor calendarului iulian, autoritățile civile și ecleziastice ortodoxe au distrus fizic așezământul ce aparținea de Biserica Ortodoxă de Stil Vechi din România, au alungat călugărițele și au dat bunurile bisericești rămase parohiei Tazlău.
În 1937 – de acestă dată cu asentimentul Bisericii Ortodoxe Române și cu susținerea financiară a sondorilor de la schelele petroliere din zonă, se reînființează aici un schit de maici Acesta a fost distrus de un incendiu în 1956 și reconstruit un an mai târziu cu contribuția populației locale.  Doi ani mai târziu, în urma Decretului 410 printre mănăstirile desființate de autoritățile comuniste, s-a numărat și cea din Zemeș.
Anul 1987 a adus cu el tentativa de redeschidere a Mănăstirii Stirigoi sub îndrumarea ieromonahului Natanail Amuceliniței[D], dar ritualul de resfințire a avut loc deabea în 1993[E]. În 1994 este numit aici stareț protosinghelul Emilian Ciobanu. Lucrările de renovare ale construcțiilor atacate de ciuperca lemnului de brad continuă și, ulterior se ridică în curte o cruce înaltă din metal – electrificată, în memoria eroilor revoluției din 1989. Din păcate în 30 ianuarie 2008 un nou incendiu a distrus biserica de lemn a mănăstirii.
Biserica (veche) din lemn, acoperită cu draniță, cu plan cruciform și 3 turle – una mare și alte două mai mici, oarbe pe pridvor, era situată pe o temelie de piatră. Pridvorul, în care intrarea se făce dinspre vest printr-o o ușă din stejar cu o cruce sculptată pe fața exterioară, era închis și cu pardoseală de ciment mozaicat. Intrarea în pronaos se făcea tot printr-o ușă din stejar – sculptată pe ambele fețe. iconostasul, deasemnei, era din lemn sculptat. Exista și un pridvor deschis.
La scurt timp – cu sprijinul consiliului local Zemeș, a fost demarată activitatea de reconstrucție a lăcașului de cult central, de această dată din zid de cărămidă și, care va avea hramul Înălțarea Domunului.

## Repere geografice și constructive
Posibilitățile de acces implică folosirea drumului care merge de la Moinești spre spre Bolătău și, apoi după Zemeș accesul la stânga pe drumul petrolier principal, cale de 12 km.
Altitudinea complexului este la 1264 metri deasupra nivelului mării (măsurată la nivelul crucii monumentale din curtea mănăstirii)
Ansamblul actual de clădiri conține: 
- stăreția (fosta trapeză), ce include câteva camere de oaspeți și un mic loc de închinăciune
- paraclisul
- 2 corpuri de chilii, unul mai vechi situat lîngă poarta de acces în mănăstire și o unul recent construit lângă biserica de zid
- trapeza, unuica clădire (actual renovată și extinsă) rămasă din perioada interbelică
- 2 anexe gospodărești
- clopotnița, structură amplasată în partea estică și construită din lemn susținut de un schelet metalic
- o cruce electrificată[2] de metal de 26 de metri (după altă sursă 30 m[2]) înălțime

## Repere turistice
Drumeții au la dispoziție aici câteva locuri de cazare.
La o distanță de trei ore de mers pe coasta muntelui se găsesc 4 chilii săpate în pământ, actual părăsite. Opinia starețului mănăstirii este că au fost locuite de sihaștrii care coborau la Mănăstirea Tarcău – pentru a participa la viața religioasă de obște.
Lângă complexul mânăstiresc[C] se află un complex de 3 lacuri formate pe trepte de alunecare.
În relativă apropiere se mai află și alte obiective demne de a fi vizitate, cum sunt:
- Orașul Moinești cu  izvoarele de ape minerale din Parcul Băi, rezervația Pădurea de pini și monumentul artistic „Dada”
- Micile cascade și săritori de Pârâul Lespezilor, lacurile Goioasa și Asău, cascada Apa Asău
- Stâncile de la Stogul de Piatră și Lacul Modârzău)